# Ministère des Affaires intérieures (Ouzbékistan)
Pour les articles homonymes, voir Ministère de l'Intérieur et Ministère des Affaires intérieures.
Le ministère des Affaires intérieures est un ministère ouzbek qui supervise les politiques internes du pays. Il est dirigé par Poʻlat Bobojonov depuis le 4 septembre 2017.

## Liste des ministres
| Nom               | de                | à                |
| ----------------- | ----------------- | ---------------- |
| Zokir Almatov     | 16 septembre 1991 | 5 janvier 2006   |
| Bahodir Matlyubov | 5 janvier 2006    | 13 décembre 2013 |
| Adham Ahmadboyev  | 13 décembre 2013  | 4 janvier 2017   |
| Abdusalom Azizov  | 4 janvier 2017    | 4 septembre 2017 |
| Poʻlat Bobojonov  | 4 septembre 2017  |                  |